# Szyszka (ozdoba)

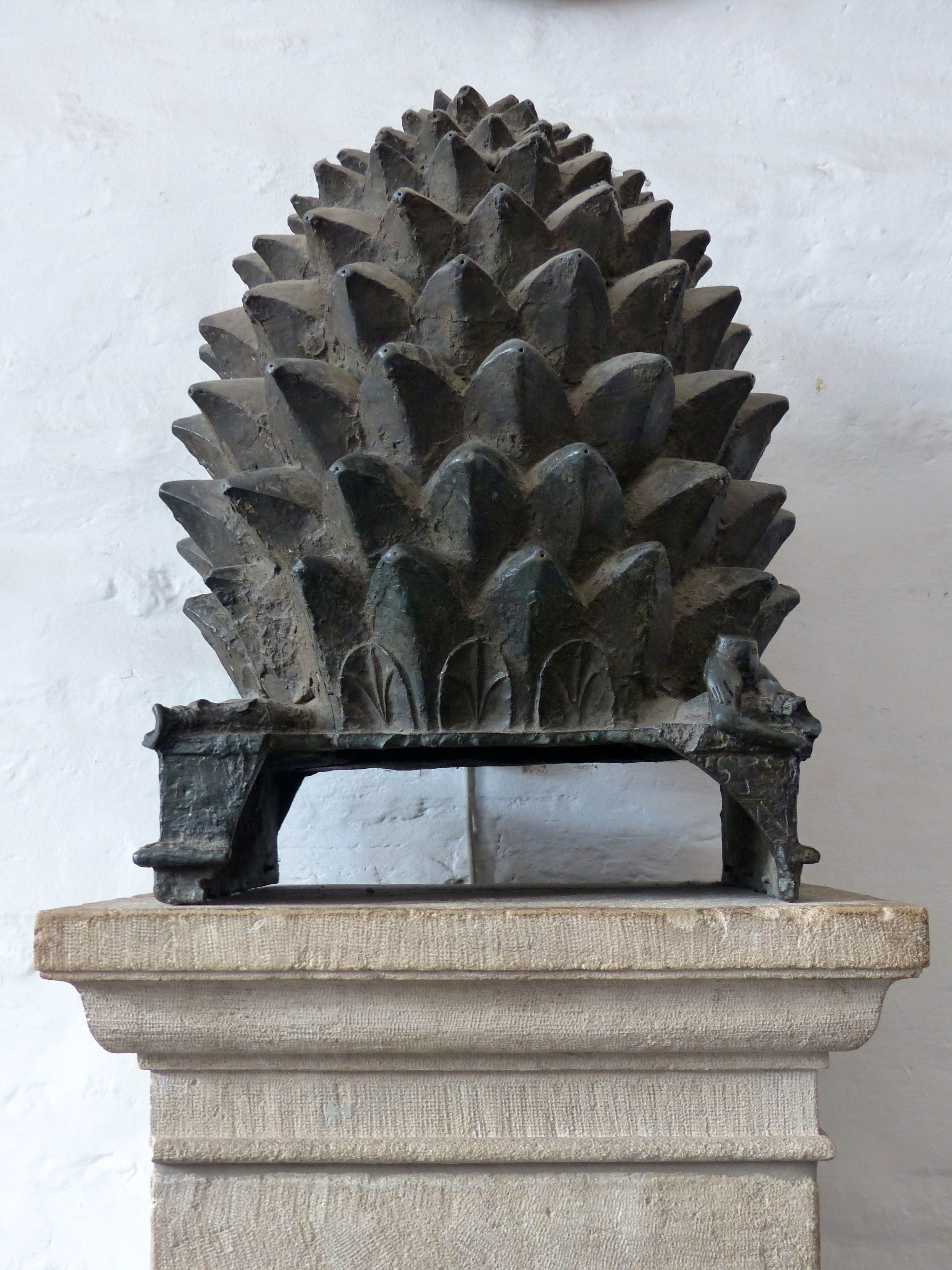
Szyszka sosny z dawnej fontanny. Katedra w Akwizgranie

 Szyszka (ozdoba) – motyw dekoracyjny w kształcie szyszki, stosowany w dekoracji architektonicznej i rzemiośle artystycznym. Szyszka pini w starożytności symbolizowała płodność, w sztuce chrześcijańskiej życie i nieśmiertelność.
Terminem pinia w starożytności określano każde drzewo iglaste. Szyszki sosny  pinii są największe a ich nasiona zwane piniolami, o smaku zbliżonym do migdałów były i są elementem diety śródziemnomorskiej. W zdobnictwie, szyszka przeważnie przedstawiana jest z zaciśniętymi, regularnie rozmieszczonymi łuskami.
W starożytności szyszka była symbolem płodności i łask, którymi bogowie obdarzają ludzi. Królowie składali je w ofierze bóstwom. Boga udzielającego łask też przedstawiano z tym znakiem łaskawości, jako wyrazem zbliżenia boga do człowieka.
W symbolice chrześcijańskiej szyszkę pinii łączy się z drzewem życia. Według św. Ambrożego fakt zdolności pinii do owocowania o każdej porze roku jest symbolem doczesnego życia natury i jednocześnie wiecznego życia. Bardzo duże z brązu służyły jako zbiornik wody.

## Zastosowanie w zdobnictwie
- symbol ten tkano lub haftowano na szatach asyryjsko–babilońskich kapłanów[3];
- szyszka świerka była atrybutem Asklepiosa – boga sztuki lekarskiej w mitologii greckiej[4];
- odgrywała dużą role w kulcie frygijskiej bogini płodności Kybele[3];
- występuje na reliefie z Ostii. Kapłan bóstwa Attis składający ofiarę;
- zakończenie laski tyrs stanowiącej atrybut Dionizosa (Bachusa);
- szyszki składano w ofierze, w jaskini należącej do greckiej bogini Demeter[5];
- szyszka rzymska z I w. n.e. Rzym, Dziedziniec Belwederski przy pałacu Watykańskim[1];
- wielka szyszka sosny (ok. 1000 r.) pochodząca z dawnej fontanny na dziedzińcu Katedry w Akwizgranie;
- na mozaice w kaplicy św. Jana w baptysterium laterańskim jako zakończenie łodygi podobnej do berła[3];
- motyw szyszki na kolistym zworniku sklepiennym w iluminacji pontyﬁkału Erazma Ciołka[6];
- podstawa świeczników w Sali Rady i Sali Wielkiej, w Zamku Królewskim w Warszawie[7];
- element wieńczący urnę z garnituru kominkowego, w Pokoju Audiencjonalnym Starym, w Zamku Królewskim w Warszawie[7];
- element zdobniczy w Pałacu pod Szyszkami – tak rodzina Mehofferów nazywała Dom Józefa Mehoffera;
- element podwieszony w kasetonie – w domu Józefa Mehoffera;
- element podwieszony w stropie – w domu Józefa Mehoffera;
- zwieńczenie baldachimu;
- element podwieszony pod koszem ambony;
- zwieńczenie balustrady przy schodach;
- jako element wieńczący ogrodzenie;